# Đảng Cộng sản Liên Xô
Đảng Cộng sản Liên Xô (tiếng Nga: Коммунистическая партия Советского Союза, Kommunisticheskaya partiya Sovetskogo Soyuza; viết tắt: КПСС, chuyển tự Latinh: KPSS) là tổ chức chính trị cầm quyền và chính đảng hợp pháp duy nhất tại Liên Xô (cho tới khi nó bị cấm hoàn toàn sau Cuộc đảo chính Xô viết năm 1991) và là một trong những Đảng Cộng sản lớn nhất thế giới.

## Tên gọi
Ban đầu đảng được tách ra từ Đảng Lao động Dân chủ Xã hội Nga (thành lập vào tháng 3 năm 1898) vào năm 1912 với tên gọi Đảng Lao động Dân chủ Xã hội Nga (Bolshevik). Tại Đại hội VII (1918), sau khi Cách mạng Tháng Mười thành công, theo đề nghị của Lenin, Đảng mang tên Đảng Cộng sản (Bolshevik) Nga. Tại Đại hội XIV năm 1925, Đảng có tên là Đảng Cộng sản (Bolshevik) toàn Liên bang. Từ Đại hội  XIX năm 1952 trở đi, Đảng có tên là Đảng Cộng sản Liên Xô.

## Lịch sử
Đảng xuất hiện từ phái Bolshevik  của Đảng Lao động Dân chủ Xã hội Nga, dưới sự lãnh đạo của Vladimir Lenin. Đảng lãnh đạo cuộc Cách mạng tháng Mười năm 1917 dẫn tới Chính phủ Lâm thời Nga bị lật đổ và thành lập Nhà nước Xã hội Chủ nghĩa đầu tiên của thế giới. Với vai trò trung tâm do Hiến pháp Liên Xô quy định, Đảng kiểm soát toàn bộ cấp bậc chính phủ tại Liên Xô. Cách tổ chức của Đảng được chia thành các Đảng Cộng sản của các nhà nước Cộng hoà Xô viết cấu thành cũng như tổ chức đoàn thanh niên Đoàn Thanh niên Cộng sản Lenin.
Tháng 12 năm 1905, Đại hội lần thứ I Đảng Bolshevik đã lần đầu áp dụng nguyên tắc tập trung dân chủ và nêu rõ trong nghị quyết: Nguyên tắc chế độ tập trung dân chủ không có gì phải tranh cãi. Tháng 4 năm 1906, theo đề nghị của Lenin, Đại hội Đại biểu Thống nhất lần thứ IV Đảng Bolshevik thông qua điều lệ tổ chức, trong đó điều hai quy định: Mọi tổ chức của Đảng đều được xây dựng trên nguyên tắc tập trung dân chủ. Đây là lần đầu tiên nguyên tắc tập trung dân chủ được xác định trong điều lệ Đảng. Tháng 7 năm 1920, điều lệ gia nhập Quốc tế Cộng sản do Lenin quy định: Đảng gia nhập Quốc tế Cộng sản cần được xây dựng trên nguyên tắc tập trung dân chủ. Kể từ đó, nguyên tắc tập trung dân chủ trở thành nguyên tắc phổ biến mà Đảng Cộng sản các nước trên thế giới đều tuân thủ. 
Đảng Cộng sản Liên Xô theo Chủ nghĩa Cộng sản Khoa học. Chủ nghĩa Mác - Lênin là cơ sở lý luận cho hoạt động của Đảng. Đảng đã lãnh đạo giai cấp công nhân và nhân dân Nga tiến hành cuộc Cách mạng Dân chủ Tư sản những năm 1905 - 1907 và Cách mạng tháng Hai năm 1917, lật đổ chế độ chuyên chế Nga hoàng; giành thắng lợi trong cuộc Cách mạng Xã hội Chủ nghĩa tháng 10 năm 1917 Cách mạng tháng Mười, thành lập Liên bang Xô viết – nhà nước của nhiều dân tộc (1922). Dưới sự lãnh đạo của Đảng Cộng sản Liên Xô, nhân dân Xô viết đã chiến thắng chủ nghĩa phát xít trong cuộc Chiến tranh Vệ quốc Vĩ đại (1941 – 1945), sau đó tiếp tục công cuộc xây dựng chủ nghĩa xã hội. Đảng cũng là động lực của Quốc tế Cộng sản, duy trì các liên kết tổ chức và hỗ trợ các phong trào cộng sản ở Đông Âu, châu Á và châu Phi. Đảng chấm dứt tồn tại với thất bại của cuộc đảo chính Xô viết năm 1991 và được kế thừa bởi Đảng Cộng sản Liên bang Nga tại Nga được thành lập vào ngày 14 tháng 2 năm 1993, và các Đảng Cộng sản của các nước cộng hoà cũ hiện đã độc lập.

## Cơ cấu
- Tổng Bí thư Đảng Cộng sản Liên Xô - Đã trở thành đồng nghĩa với lãnh đạo của Đảng dưới thời Joseph Stalin.
- Ban Bí thư Trung ương Đảng Cộng sản Liên Xô - cơ quan hàng đầu trong Ủy ban Trung ương. Đứng đầu là Tổng Bí thư hoặc Bí thư thứ nhất.
- Bộ Chính trị Ủy ban Trung ương Đảng Cộng sản Liên Xô - Văn phòng Chính trị của Trung ương Đảng; trong thực tế, cơ cấu phán quyết của cả Đảng Cộng sản và cả Liên Xô.
- Ủy ban Trung ương Đảng Cộng sản - Cơ quan chủ quản của Đảng giữa mỗi kỳ họp Quốc hội. Tiến hành công việc thường ngày của Đảng và Chính phủ.
- Văn phòng Tổ chức của Ủy ban Trung ương Đảng
- Ủy ban Kiểm tra Trung ương
- Ủy ban Kiểm toán Trung ương (đôi khi được dịch là Ủy ban sửa đổi Trung ương, từ "Центральная ревизионная комиссия")
- Hội nghị Trung ương Đảng - Cơ quan giám sát của Đảng ở giữa các kỳ Đại hội Đảng. Thông thường tụ tập mỗi năm một lần.
- Đại hội Đảng - Đại hội Đại biểu Đảng mỗi 5 năm. Đó là cơ quan giám sát của toàn Đảng, về mặt lý thuyết.

## Đảng ca
Quốc tế ca là bài hát đã trở thành bài hát quen thuộc trong các thành phần Cách mạng Xã hội Chủ nghĩa. Tác phẩm được dịch ra nhiều ngôn ngữ, kể cả tiếng Việt. Phiên bản tiếng Nga được chọn làm quốc ca của Liên Xô từ 1922 đến 1944; khi Liên Xô chọn bài quốc ca khác ("Quốc ca Liên bang Xô viết") thì "Quốc tế ca" trở thành đảng ca của Đảng Cộng sản Liên Xô. Lời tiếng Nga do Aron Kots (Arkadiy Yakolevich Kots) soạn vào năm 1902 và được phổ biến trong một tập san tiếng Nga in tại London nước Anh.
Tuy nhiên, trước Quốc tế ca, một bài hát khác đã được chọn làm Đảng ca Đảng Bolshevik. Sau này, khi Quốc tế ca trở thành Đảng ca, nó được coi như Đảng ca không chính thức từ năm 1939 đến năm 1952.Vào năm 1944, Quốc ca Liên bang Xô viết được sáng tác với phần giai điệu giống như bài này.